# Radoslav Konstantinov
Radoslav Valentinov Konstantinov (Bulgaars: Радослав Валентинов Константинов; Boergas, 31 oktober 1983) is een Bulgaars voormalig wielrenner.

## Carrière
In 2004 nam Konstantinov deel aan de tijdrit op de Olympische Spelen in Athene, waarin hij zeventiende werd.
In 2017 werd Konstaninov voor het eerst in zijn carrière nationaal kampioen tijdrijden, na eerder al tweede en derde te zijn geworden. In september van dat jaar won hij de tweede etappe in de Ronde van Bulgarije, door Edoeard Vorganov en Stanimir Tsjolakov te verslaan in een sprint met drie.
In 2018 werd hij nogmaals Bulgaars kampioen tijdrijden.

## Overwinningen
2004
8e etappe Ronde van Bulgarije
2007
6e en 9e etappe Ronde van Bulgarije
2015
Puntenklassement Bałtyk-Karkonosze Tour
2017
 Bulgaars kampioen tijdrijden, Elite
2e etappe deel A Ronde van Bulgarije
2018
 Bulgaars kampioen tijdrijden, Elite
2019
Eindklassement Ronde van Kameroen

## Ploegen
- 2004 –  Koloezdachen Klub Nesebar
- 2005 –  Nesebar
- 2009 –  Cycling Club Bourgas (vanaf 3-8)
- 2017 –  Hainan Jilun Cycling Team (vanaf 23-10)